# 스터비 케이
스터비 케이(Stubby Kaye, 1918년 11월 11일 ~ 1997년 12월 14일)는 미국의 배우이다.

## 출연 작품
- 누가 로져 래빗을 모함했나 (1988)
- 스위트 채리티 (1969)
- 서부로 가는 길 (1967)
- 캣 벌루 (1965)
- 사랑 그리고 독신녀 (1964)
- 쿨 미카도 (1963)
- 릴 애브너 (1959)
- 아가씨와 건달들 (1955)